# Ophiura albida

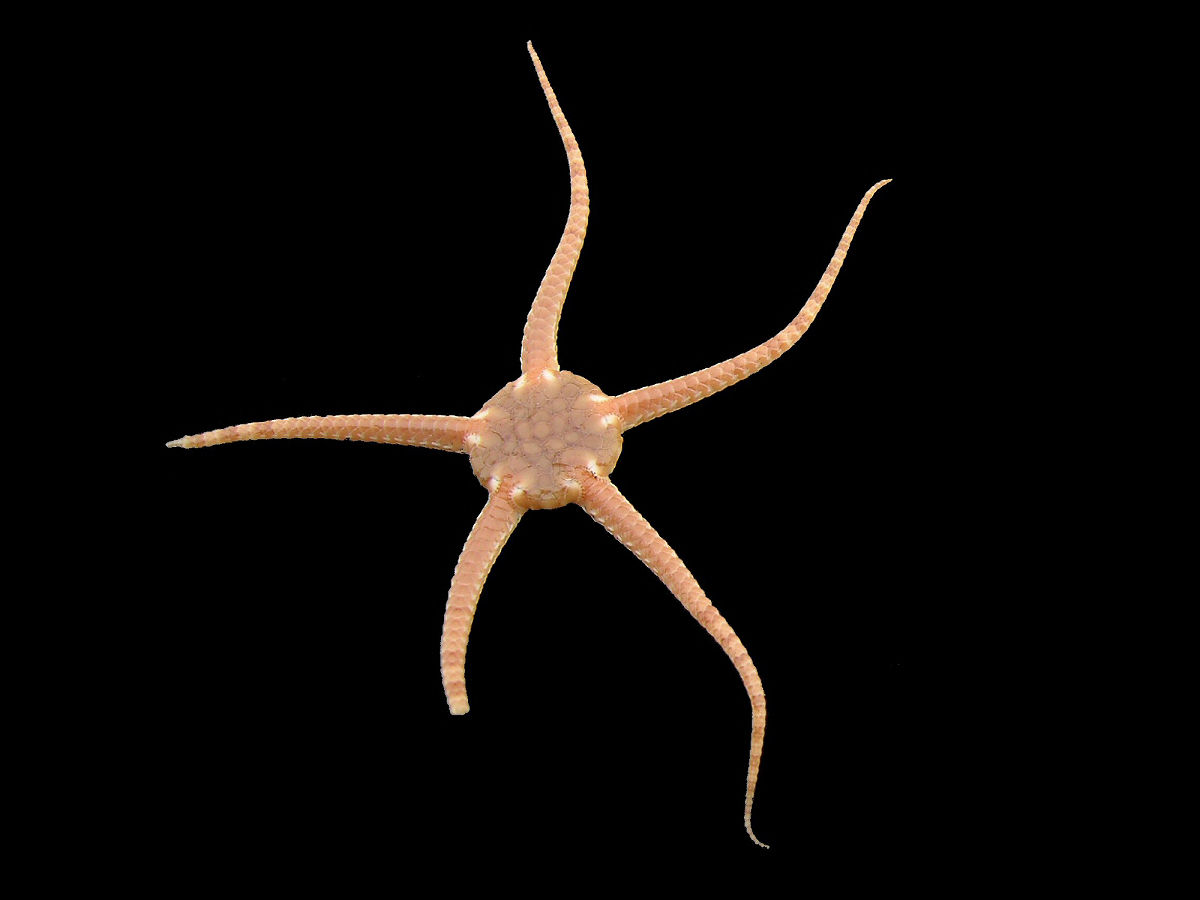
Hình ảnh của Ophiura albida

Ophiura albida là tên của một loài sao biển nằm trong bộ Ophiurida. Người ta phát hiện nó ở vùng biển phía đông bắc Đại Tây Dương và Địa Trung Hải.

## Mô tả
Phần trung tâm của nó có kích thước khoảng 1.5 cm và cánh của nó thì dài gấp 4 lần. Phần giữa ra thì phẳng. Cơ thể của nó thì có màu đỏ gạch và phần ở gần cánh thì có màu trắng.

## Phân bố và môi trường sống
Người ta phát hiện chúng ở độ sâu khoảng ảnh 200 m ơ hoặc 850m tùy vào tác giả của tài liệu. Phạm vi mà chúng sống ảnh ảnh là từ Na Uy cho đến Địa Trung Hải và Açores. Đáy biển mà chúng sống thì có có cát mềm, cát thô, sỏi và bùn. Người ta a thường thấy khi chúng ở xung quanh quần đảo Anh và mật độ của chúng đông nhất là là 900 cá thể trên 1m vuông.

## Sinh vật học
Loài sao biển này là loài săn mồi và ăn xác chết. Thức ăn của chúng là là các loài động vật giáp xác, sâu biển và các loài động vật thân mềm hai mảnh vỏ. Thức ăn ăn khoái khẩu của chúng là loài tại sao biển Luidia sarsi bởi vì giữa loài sao biển này ngày và loài sao biển khác thì chúng chúng ưu tiên săn đuổi loài này. Và ở vùng biển Ireland thì thì chúng là thức ăn của loài sao biển 7 cánh di chuyển nhanh tên là Luidia ciliaris..
Thông tin tin về sự sinh sản của loài này bài không nhiều. Chỉ biết là ấu trùng là sinh vật phù du. Nó phát triển rất nhanh và tuổi thọ của loài này chưa đầy ba năm.